# Patrick Leahy
Patrick Joseph Leahy (/ˈleɪhi/; sinh ngày 31 tháng 3 năm 1940) là một chính trị gia người Mỹ phục vụ như Chủ tịch Thượng viện tạm quyền Hoa Kỳ, và là nghị sĩ Thượng viện Hoa Kỳ của Vermont. Leahy lần đầu tiên được bầu vào Thượng viện vào năm 1975, và trước đó từng là Chủ tịch tạm quyền từ năm 2012 đến năm 2015.
Là một thành viên của Đảng Dân chủ, ông hiện đang trong nhiệm kỳ thứ tám của mình. Ông là thành viên lớn tuổi nhất của Thượng viện, và là thành viên cuối cùng trong số " Những đứa trẻ sơ sinh của Watergate " của Thượng viện – Đảng viên lần đầu tiên được bầu vào Quốc hội vào năm 1974, sau khi Tổng thống Richard Nixon từ chức năm 1974 vì vụ bê bối Watergate. Leahy cũng là thượng nghị sĩ đương nhiệm duy nhất từng phục vụ trong nhiệm kỳ tổng thống của Gerald Ford, và là một trong hai người đã từng phục vụ trong nhiệm kỳ của Jimmy Carter. 
Là chủ nhiệm phái đoàn quốc hội của bang, Leahy là thượng nghị sĩ Hoa Kỳ tại vị lâu nhất của Vermont, cũng như là thượng nghị sĩ Dân chủ đầu tiên và duy nhất của bang.  Ông là cựu chủ tịch Ủy ban Nông nghiệp và Tư pháp, đồng thời là thành viên cấp cao của Ủy ban Chiếm đoạt, kể từ năm 2017. Năm 2001, Leahy là một trong hai thượng nghị sĩ Hoa Kỳ bị nhắm mục tiêu bởi các vụ tấn công bệnh than khiến 5 người thiệt mạng.
Vào ngày 25 tháng 1 năm 2021, có thông báo rằng Leahy sẽ là người chủ trì phiên tòa luận tội thứ hai của Donald Trump.